# Česká eskomptní banka
Česká eskomptní banka (německy Böhmische Escompte-Bank, od roku 1919 do roku 1939 Böhmische Escompte-Bank und Credit-Anstalt, zkráceně Bebca) byla významná rakousko-uherská bankovní společnost se sídlem v Praze, která měla pobočky ve většině velkých městech v Čechách a později v Československu.

## Historie
Byla založena 1. července 1863 v Praze na podporu a rozvoj průmyslu. 
Po zahájení německé okupaci Československa a vytvoření Protektorátu Čechy a Morava byla banka zkonfiskována Třetí říší a částečně propojena s Dresdner Bank. Během druhé světové války byla banka, pod vedením Rudolfa Reinera, jednou z institucí podílející se na takzvaném Reinhardtově fondu (sestávajícího ze šperků, stříbra a zlata zkonfiskovaného vězňům z koncentračních táborů). Banka se rovněž finančně podílela na výstavbě některých koncentračních táborů prostřednictvím účtů SS a dceřiných firem společnosti DEST. Po Pražském povstání se stalo hlavní sídlo banky sídlem České strany sociálně demokratické.